# SummerSlam 2021
SummerSlam 2021 è stata la trentaquattresima edizione dell'omonimo evento in pay-per-view prodotto annualmente dalla WWE e si è svolto il 21 agosto 2021, all'Allegiant Stadium di Paradise, Nevada.

## Storyline
A Money in the Bank, Nikki A.S.H. vinse il Money in the Bank ladder match femminile guadagnandosi un contratto per un match per uno dei due titoli massimi a sua scelta in qualsiasi momento e nello stesso evento, Charlotte Flair, batté Rhea Ripley e vinse il suo quinto Raw Women's Championship. La notte seguente a Raw, Flair fu squalificata nel rematch dopo aver colpito Ripley con la cintura. Quest'ultima colpì la campionessa con la sua Riptade e poco dopo arrivò A.S.H., incassò la valigetta e vinse il titolo. La settimana successiva, Flair e Ripley rivendicarono un'opportunità per SummerSlam e i funzionari della WWE Adam Pearce e Sonya Deville sancirono un match a tre per l'evento.
Dopo la sua vittoria contro Kofi Kingston a Money in the Bank, Bobby Lashley (accompagnato da MVP) lanciò una sfida aperta per il WWE Championship, che fu accettata dal rientrante Keith Lee, inattivo da febbraio a causa di un infortunio. Al termine del match, vinto da Lashley, si presentò Goldberg, che sfidò il campione, ma la settimana successiva, Lashley dichiarò che non avrebbe accettato la sua sfida. Nella puntata del 2 agosto, fu confermato il match tra i due per SummerSlam.
Nella prima notte di WrestleMania 37, Bianca Belair sconfisse Sasha Banks, laureandosi WWE SmackDown Women's Champion Nella puntata di SmackDown del 30 luglio, Carmella e Zelina Vega, avanzarono pretese titolate e poco dopo attaccarono Belair, ma l'intervento della rientrante Banks, salvò la campionessa. La stessa sera le due fecero coppia contro le due assalitrici, ma dopo la vittoria, Banks colpì Belair con la Banks Statement e la settimana successiva, fu sancito un match titolato per SummerSlam.
Dopo che a Edge fu concesso un match per il WWE Universal Championship a Money in the Bank, Seth Rollins contestò la decisione, sentendosi più meritevole dell'opportunità. All'evento, Rollins costò a Edge il titolo e al termine del match, i due si scontrarono tra la folla. Dopo settimane di attacchi e accuse reciproche, il 6 agosto Edge lanciò la sfida e il match fu ufficializzato.
Dopo la vittoriosa difesa del WWE Universal Championship a Money in the Bank, Roman Reigns, iniziò a parlare al microfono, ma fu interrotto dal rientrante John Cena, che lo provocò. Le provocazioni continuarono la sera successiva a Raw e nel successivo SmackDown, lo sfidò ufficialmente per SummerSlam, ma Reigns riufiutò, per poi accettare la sfida di Finn Bálor, appena ritornato dopo due anni passati a NXT. Durante la firma del contratto la settimana successiva, Reigns firmò per primo il documento, ma quando Bálor stava per fare lo stesso, fu attaccato da Baron Corbin che cercò ad apporre la sua firma sul contratto. Intervenne poi Cena che attaccò quest'ultimo e firmò lui stesso. Nonostante le proteste di Paul Heyman, Adam Pearce e Sonya Deville, dichiararono valido il contratto e sancirono il match.
A completare la card, proseguì la faida tra gli Usos e Dominik e Rey Mysterio con in palio il WWE SmackDown Tag Team Championship, la faida tra Sheamus e Damian Priest per il WWE United States Championship e tra Drew McIntyre e Jinder Mahal.

## Risultati
| #       | Match                                                            | Stipulazioni                                              | Durata |
| ------- | ---------------------------------------------------------------- | --------------------------------------------------------- | ------ |
| Kickoff | Big E ha sconfitto Baron Corbin                                  | Single match                                              | 6:35   |
| 1       | Gli RK-Bro hanno sconfitto AJ Styles e Omos (c)                  | Tag team match per il WWE Raw Tag Team Championship       | 7:05   |
| 2       | Alexa Bliss ha sconfitto Eva Marie (con Doudrop)                 | Single match                                              | 3:50   |
| 3       | Damian Priest ha sconfitto Sheamus (c)                           | Single match per il WWE United States Championship        | 13:50  |
| 4       | Gli Usos (c) hanno sconfitto Rey e Dominik Mysterio              | Tag team match per il WWE SmackDown Tag Team Championship | 10:50  |
| 5       | Becky Lynch ha sconfitto Bianca Belair (c)                       | Single match per il WWE SmackDown Women's Championship    | 0:26   |
| 6       | Drew McIntyre ha sconfitto Jinder Mahal                          | Single match                                              | 4:40   |
| 7       | Charlotte Flair ha sconfitto Nikki A.S.H. (c) e Rhea Ripley      | Triple threat match per il WWE Raw Women's Championship   | 13:05  |
| 8       | Edge ha sconfitto Seth Rollins per sottomissione                 | Single match                                              | 21:15  |
| 9       | Bobby Lashley (c) (con MVP) ha sconfitto Goldberg per KO tecnico | Single match per il WWE Championship                      | 7:10   |
| 10      | Roman Reigns (c) (con Paul Heyman) ha sconfitto John Cena        | Single match per il WWE Universal Championship            | 23:00  |